# 原子スペクトル
原子スペクトル（げんしスペクトル、英：atom spectrum）とは、原子の発する光および原子の吸収する光のスペクトルのことである。

## 概要
原子スペクトルは線スペクトルと連続スペクトルとからなるが、ふつう、原子スペクトルというと線スペクトルを指すことが多い。気体に光をあてると、気体中の原子によって特定の波長の光が吸収される、スペクトルに暗線が生じる。